# Стави Чернівецької області
Стави Чернівецької області — стави, які розташовані на території Чернівецької області (в адміністративних районах і басейнах річок).
На території Чернівецької області налічується 1243 ставки, загальною площею 4524 га, об'ємом 45,2 млн м³.

## Загальна характеристика
Територія Чернівецької області становить 8,1 тис. км² (1,3 % площі України).
Вона розташована в межах басейнів Дунаю (68 % території області, в тому числі в басейні р. Сірет – 27 %, у басейні р. Прут – 41 %) та Дністра (32 %).
Гідрографічна мережа Чернівецької області включає велику річку Дністер (протікає північною межею області протягом 290 км), середні річки басейну Дунаю – Сірет, Прут з притокою Черемош.
За цільовим призначенням ставки найбільше використовуються для риборозведення, комплексно, для зволоження земель, водопостачання. 
Найбільше ставків знаходиться на території Заставнівського (240 шт.), Сокирянського (182 шт.), Кіцманського (148 шт.), Новоселицького (137 шт.) і Кельменецького (135 шт.) районів. 

## Наявність ставків у межах адміністративно-територіальних районів та міст обласного підпорядкування Чернівецької області[1]
| Район, місто   | Кількість ставків, шт. | Площа ставків, га | Об'єм ставків, млн м³ | В оренді, шт. | В оренді, га |
| -------------- | ---------------------- | ----------------- | --------------------- | ------------- | ------------ |
| Вижницький     | 86                     | 112               | 1,1                   | 44            | 57           |
| Герцаївський   | 37                     | 91                | 0,9                   | 22            | 68           |
| Глибоцький     | 45                     | 220               | 2,2                   | 43            | 181          |
| Заставнівський | 240                    | 668               | 6,7                   | 109           | 490          |
| Кельменецький  | 135                    | 478               | 4,8                   | 91            | 361          |
| Кіцманський    | 148                    | 1106              | 11,1                  | 65            | 981          |
| Новоселицький  | 137                    | 563               | 5,6                   | 60            | 594          |
| Путильський    | 17                     | 13                | 0,1                   | 3             | 1            |
| Сокирянський   | 182                    | 496               | 5,0                   | 59            | 191          |
| Сторожинецький | 92                     | 284               | 2,8                   | 55            | 234          |
| Хотинський     | 111                    | 471               | 4,7                   | 51            | 349          |
| м. Чернівці    | 13                     | 22                | 0,2                   | 2             | 5            |
| Разом          | 1243                   | 4524              | 45,2                  | 604           | 3512         |

На умовах оренди використовується 49 % всіх ставків Чернівецької області. 

## Наявність ставків у межах основнихрайонів річкових басейнівна території Чернівецької області[1]
| Район річкового басейну | Кількість ставків, шт. | Площа ставків, га | Об'єм ставків, млн м³ | В оренді, шт. | В оренді, га |
| ----------------------- | ---------------------- | ----------------- | --------------------- | ------------- | ------------ |
| Дністра                 | 263                    | 667               | 6,7                   | 109           | 412          |
| Дунаю, у тому числі     | 980                    | 3857              | 38,5                  | 495           | 3100         |
| р. Прут                 | 842                    | 3422              | 34,2                  | 392           | 2717         |
| р. Сірет                | 138                    | 435               | 4,3                   | 103           | 383          |
| Разом                   | 1243                   | 4524              | 45,2                  | 604           | 3512         |

В межах району річкового басейну Дунаю розташовано  82 % ставків Чернівецької області, Дністра - 18 %. 